# Eisenia
Eisenia é um género de macroalgas marinhas pertencente à família Lessoniaceae da classe Phaeophyceae (algas castanhas).

## Descrição
O nome genérico tomou como epónimo Gustav Eisen, curador da California Academy of Sciences.
A espécie Eisenia bicyclis (arame (荒布)) é uma espécie de kelp muito conhecida pelo seu extensivo uso na cozinha japonesa.

## Taxonomia e sistemática
Na sua presente circunscrição taxonómica o género Eisenia inclui as seguintes espécies:
- Eisenia arborea J.E. Areschoug, 1876
- Eisenia bicyclis  (Kjellman) Setchell, 1905
- Eisenia cokeri  M.Howe, 1914
- Eisenia desmarestioides  Setchell & N.L.Gardner, 1930
- Eisenia galapagensis  W.R.Taylor, 1945
- Eisenia gracilis  E.Y.Dawson, Acleto & Foldvik, 1964
- Eisenia masonii  Setchell & N.L.Gardner, 1930